# Баријано (Бергамо)
Баријано (итал. Bariano) је насеље у Италији у округу Бергамо, региону Ломбардија.
Према процени из 2011. у насељу је живело 4263 становника. Насеље се налази на надморској висини од 117 м.

## Становништво
| 1931. | 1936. | 1951. | 1961. | 1971. | 1981. | 1991. | 2001. | 2011. |
| ----- | ----- | ----- | ----- | ----- | ----- | ----- | ----- | ----- |
| 1.983 | 2.000 | 2.319 | 2.707 | 3.257 | 3.513 | 3.642 | 3.977 | 4.350 |